# PSY, la novia de Puerto Colombia
PSY, la novia de Puerto Colombia es una película colombiana de 2013 dirigida por Ricardo Fernández de Gaceo y protagonizada por Stephanie Pugliese, Jennifer Lemus, Rosa Gómez, Andrés Baez y Sergio Borrero. Fue estrenada oficialmente el 26 de febrero de 2013. Basada en hechos reales, relata la leyenda del presunto espíritu de una mujer joven y hermosa que murió el mismo día de su boda, hace más de 40 años, en un accidente automovilístico en la oscura vía que comunica a Barranquilla con el municipio porteño.

## Sinopsis
La historia en la que se inspira PSY, es especialmente recordada durante los paseos nocturnos a Puerto Colombia. Cuenta la aparición del fantasma de una joven que murió en un accidente el día de su boda.

## Reparto
- Stephanie Pugliese es María
- Jennifer Lemus es Daniela
- Rosa Gómez es Eugenia
- Andrés Baez es Jhon
- Sergio Borrero es Estudiante (cameo)